# ホッジ構造
数学では、ウィリアム・バーランス・ダグラス・ホッジ（William Vallance Douglas Hodge）の名前に因んで付けられたホッジ構造（英: Hodge structure）とは、滑らかでコンパクトなケーラー多様体のコホモロジー群にホッジ理論が与えた代数構造と同様の、線形代数のレベルの代数構造である。混合ホッジ構造（英: mixed Hodge structure）は、ホッジ構造のすべての複素多様体（たとえ特異点を持ったり、非完備多様体であったとしても）への一般化で、1970年にピエール・ドリーニュ（Pierre Deligne）により定義され、ホッジ構造の変形（英: variations of Hodge structure）とは、多様体によってパラメトライズされたホッジ構造の族であり、最初にフィリップ・グリフィス（P. A. Griffiths）により1968年に研究された。これらのすべての概念は、さらに1989年に斎藤盛彦により複素多様体の上の混合ホッジ加群（英: mixed Hodge module）へと一般化された。

## ホッジ構造

### ホッジ構造の定義
ウェイト n の純粋ホッジ構造 (n ∈ Z)（pure Hodge structure with weight n） とは、有限生成アーベル群Hzとその複素化 H の複素線型空間としての直和分解を与えるような複素部分空間の族Hp,q (p+q=n) であって、Hp,q の複素共役は Hq,p であるという性質を満たすもののことである。
{\displaystyle H:=H_{\mathbf {Z} }\otimes _{\mathbf {Z} }{\mathbf {C} }=\bigoplus \nolimits _{p+q=n}H^{p,q},}
{\displaystyle {\overline {H^{p,q}}}=H^{q,p}.}
これと同値な定義は、H の直和分解をホッジフィルトレーション（Hodge filtration）に置き換えることにより得られる。ホッジフィルトレーションとは、複素線形空間H の有限な減少フィルトレーション FpH (p ∈ Z) で、条件
{\displaystyle \forall p,q\ :\ p+q=n+1,\ \ F^{p}H\cap {\overline {F^{q}H}}=0\ \ {\text{and}}\ \ F^{p}H\oplus {\overline {F^{q}H}}=H.}
を満たすもののことである。これら2つの関係は次の2つの条件で与えられる。
{\displaystyle H^{p,q}=F^{p}H\cap {\overline {F^{q}H}}}
{\displaystyle F^{p}H=\bigoplus \nolimits _{i\geq p}H^{i,n-i}}
例えば、X をコンパクトなケーラー多様体とし、HZ = Hn(X,Z) を X のn 次整数係数特異コホモロジー群とすると、H=HZ ⊗C は、複素係数のn次コホモロジー群となり、ホッジ理論から上記のような H の直和分解が得られ、これらのデータからウェイト n の純粋ホッジ構造が定まる。また、この場合の対応するホッジフィルトレーションを、ホッジ・ド・ラームスペクトル系列(Hodge-de Rham spectral sequence)から得ることもできる。
代数幾何学への応用としては、複素射影多様体の周期の分類を考えることができる。すべての HZ のウェイト n のホッジ構造の集合はあまりに大きすぎるが、リーマン双線型写像を使い、それを最終的には小さくし扱いやすくすることができる。この場合の双線型写像をホッジ・リーマンの双線型写像という。ウェイト n の偏極ホッジ構造はホッジ構造 (HZ, H p,q) と HZ 上の非退化整数双線型形式 Q の2つからなる（偏極）。偏極とは H の線型性での拡張であり、次の3つの条件を満たすものを言う。
{\displaystyle {\begin{aligned}Q(\varphi ,\psi )&=(-1)^{n}Q(\psi ,\varphi );\\Q(\varphi ,\psi )&=0&&{\text{ for }}\varphi \in H^{p,q},\psi \in H^{p',q'},p\neq q';\\i^{p-q}Q\left(\varphi ,{\bar {\varphi }}\right)&>0&&{\text{ for }}\varphi \in H^{p,q},\ \varphi \neq 0.\end{aligned}}}
ホッジフィルトレーションでは、これらの条件は次を意味する。
{\displaystyle {\begin{aligned}Q\left(F^{p},F^{n-p+1}\right)&=0,\\Q\left(C\varphi ,{\bar {\varphi }}\right)&>0&&{\text{ for }}\varphi \neq 0,\end{aligned}}}
ここに C は、H 上のヴェイユ作用素で Hp,q 上の C=i p-q で与えられる。
もう一つのホッジ構造の定義は、複素ベクトル空間の上の Z-次数と周回群（circle group）
U(1)の作用との間の同値性から定義することができる。この定義では、複素数 C* の乗法群の作用は、2-次元の実代数的トーラスとみなすことができ、H の上に与えられる。この作用は、実数 a が an として作用するという性質を持つ。部分空間 Hp,q は、z ∈ C* が {\displaystyle z^{p}{\overline {z}}^{q}} による乗法として作用する部分空間となる。

### A-ホッジ構造
モチーフの理論では、コホモロジーにより一般の係数を許すことが重要となる。ホッジ構造の定義は、実数の体 R のネター的（Noetherian）部分環Aを固定することで拡張される。このときウェイト n の純粋ホッジ A-構造とは、上記のホッジ構造の定義でZを A に置き換えたもの、つまりA-加群HAとその複素化H=H⊗ACの直和分解で同様の条件を満たすもののことである。B の部分環 A に対して、ホッジ A-構造と B-構造を関係付ける基底の変換と制限という自然な函手が存在する。

## 混合ホッジ構造
ヴェイユ予想を基礎として、1960年代にはジャン＝ピエール・セール（Jean-Pierre Serre）は特異点をもつ（可約かもしれない）完備ではない代数多様体でさえも、'仮想ベッチ数'を持つはずであることに気づいた。詳しくは、任意の代数多様体 X に多項式 PX(t) を対応させることができ、次の性質を持つことが可能であることに気づいた。
- {\displaystyle X} が非特異で射影的（もしくは完備）であれば、

{\displaystyle P_{X}(t)=\sum {\text{rank}}(H^{n}(X))t^{n}}
となる。
- {\displaystyle Y} が {\displaystyle X} の閉じた代数的部分集合で {\displaystyle U=X\setminus Y} であれば、

{\displaystyle P_{X}(t)=P_{Y}(t)+P_{U}(t)}
が成り立つ。この多項式を仮想ポアンカレ多項式と呼ぶ。
そのような多項式の存在は、一般的な（特異点を持った非完備な）代数多様体のコホモロジーに対しホッジ構造の類似が存在することから導出可能である。新しい特徴は、一般の多様体の n 次コホモロジーがあたかも異なるウェイトに対応する部分をもっているかのように見えることである。このことがアレクサンドル・グロタンディーク（Alexander Grothendieck）を混合モチーフ(Motive)という予想を含む理論へと導き、ホッジ理論の拡張を研究する動機を与えた。この理論はピエール・ルネ・ドリーニュ（Pierre Deligne）の仕事で頂点をなした。彼は混合ホッジの概念を導入し、それらを扱うテクニックを開発し、それらの構成を与えた（広中平祐の特異点の解消に基礎をおき、それらをl-進コホモロジーを関連付け、ヴェイユ予想の最後の部分を証明した）。

### 曲線の例
（混合ホッジ構造の）定義への動機付けとして、2つの非特異な成分 X1 と X2 から構成される可約な複素代数曲線 X の場合を考える。これらの成分は、横断的に点 Q1 と Q2 で交わることとする。さらに、各々の成分はコンパクトではないが、点 P1,...,Pn を付け加えることでコンパクト化できるものとする。曲線 X の（コンパクトな台を持つ）１次コホモロジー群は１次ホモロジー群の双対であり、それは容易に可視化できる。この群のなかには3つのタイプの1-サイクルがある。第一に、各々の穴（puncture） Pi の周りの小さなループを表す元  1-サイクルαiが存在する。第二に、Xk(k =1,2) のコンパクト化の１次コホモロジー群から来る1-サイクル βj が存在する。ただし、Xk(k =1,2)のコンパクト化の1-サイクルの、Xk の1-サイクルへの標準的な持ち上げは存在せず、これらの元βjは αi を法(modulo)として決定される。第三に、 Q1 から Q2 へのX1上のパスとQ2 からQ1 へのX2 上のパスからなる1-サイクルγ が存在し、これらはαi と βj を法として決定される。これは H1(X) が、次の増加するフィルトレーションを持つことを示唆している。
{\displaystyle 0\subset W_{0}\subset W_{1}\subset W_{2}=H^{1}(X)}
ただし、 W0 はαi と βj  を全て消すような1-コサイクルの全体とし、 W1 はαi  を全て消すような1-コサイクルの全体とした。この連続する商 Wn / Wn-1 は、滑らかな完備多様体のn次コホモロジーに起源を持ち、それゆえにウェイト n の純粋ホッジ構造を持っている。

### 混合ホッジ構造の定義
アーベル群 HZ の上の混合ホッジ構造とは、ホッジフィルトレーション（Hodge filtration）と呼ばれる複素ベクトル空間 H （HZ の複素化）上の有限な減少フィルトレーション Fp と、ウェイトフィルトレーション（Weight filtration）と呼ばれる有理ベクトル空間 HQ = HZ ⊗ZQ 上の有限な増加フィルトレーション Wi の組であって、Wに対する HQ の次数付き商 WnH/Wn-1H とその複素化に F から誘導されるフィルトレーションの組が全ての n についてウェイト n の純粋ホッジ構造となるもののことである。ここで次数付き商の複素化
{\displaystyle \operatorname {gr} _{n}^{W}H=W_{n}\otimes \mathbf {C} /W_{n-1}\otimes \mathbf {C} }
に F から誘導されるフィルトレーションは次で与えられる。
{\displaystyle F^{p}\operatorname {gr} _{n}^{W}H=(F^{p}\cap W_{n}\otimes \mathbf {C} +W_{n-1}\otimes \mathbf {C} )/W_{n-1}\otimes \mathbf {C} }
ふり返って考えると、コンパクトケーラー多様体のコホモロジー全体は、混合ホッジ構造を持っていることが分かる。ここではウェイトフィルトレーションの n 番目の空間 Wn は次数n以下の（有理係数の）コホモロジー群の直和である。非特異で完備な複素代数多様体の場合の古典的ホッジ理論は、（複素）コホモロジー群全体を直和分解して二重次数付きベクトル空間とするものであり、その次数付けが増加フィルトレーション Fp と減少フィルトレーション Wn を与える。一般の代数多様体についても、コホモロジー空間全体はこれら2つのフィルトレーションを持っているが、もはや直和分解から出来上がったコホモロジーではない。純粋ホッジ構造の第三の定義との関係では、混合ホッジ構造は、群 C* の作用を使って記述することは不可能ということができる。ドリーニュの重要な発見は、混合ホッジ構造の場合には、さらに複雑な非可換な準代数的な群が存在して、淡中の定式化を使うことと同じ効果を発揮しうるということである。

### 混合ホッジ構造の圏
混合ホッジ構造の圏を、混合ホッジ構造( HZ ,W, F)から( H'Z ,W', F')へのモルフィズムを、 HZ から H'Z への準同型で各フィルトレーションと整合的になるものとして定義することで定める。このとき次の定理が成り立つ。
混合ホッジ構造の圏はアーベル圏である。この圏における核と余核は、アーベル群の普通の核と余核（の上に定まる自然な混合ホッジ構造）に一致する。
また混合ホッジ構造には多様体の積と対応するテンソル積が自然に定まる。また、混合ホッジ構造の圏には、内部 Hom や 双対対象 も存在し、これにより混合ホッジ構造の圏は淡中圏となる。 淡中・クラインの双対により、この圏はある群の有限次元表現の圏に同値である。ドリーニュとミルン（James S. Milne）は以上のことを明らかにした。 Deligne (1982) 

### コホモロジーの混合ホッジ構造（ドリーニュの定理）
ドリーニュは任意の代数多様体の n 番目のコホモロジー群が、標準的な混合ホッジ構造を持つことを証明した。この構造は、函手的であり、多様体の積（キネットの定理(Künneth theorem)）やコホモロジーの積との整合性を持っている。完備で非特異な多様体 X に対しては、この構造はウェイト n の純粋ホッジ構造であり、ホッジフィルトレーション Fp は、 p より小さい次数を切り捨てたド・ラーム複体のハイパーコホモロジー（hypercohomology）として定義することができる。
証明の概要は、非完備性と特異性を処理する2つのパートから構成される。どちらのパートも（広中による）特異点解消を本質的に使用する。特異点を持つ場合、代数多様体は単体的スキーム（simplicial scheme）に置き換えられ、さらに複雑なホモロジー代数へ至り、（コホモロジーではなく）複体のホッジ構造のより技術的な考え方が使われる。

## 例
- ホッジ・テイト構造 Z(1) は Z-加群 2πi Z （Cの部分群とみなす）とその複素化の（自明な）直和分解 Z(1)⊗ C = H-1,-1 からなるウェイト −2 の純粋ホッジ構造である。またこれは、同型を同一視すれば、ウェイト -2 の唯一の1次元純粋ホッジ構造である。また、Z(1)のn次テンソル冪を Z(n) と書く。これは1次元のウェイト -2n の純粋ホッジ構造である。
- 完備なケーラー多様体のコホモロジーはホッジ理論によってホッジ構造を持ち、n次コホモロジー群はウェイト n の純粋ホッジ構造である。
- 複素多様体（特異点をもっていても、非完備でもよい）のコホモロジーは混合ホッジ構造を持つ。これはスムースな多様体に対しては Deligne (1971),Deligne (1971a) で示され、一般の場合は Deligne (1974) で示された。

## 応用
ホッジ構造や混合ホッジ構造を基礎とする機構は、アレクサンドル・グロタンディークにより予想されたモチーフという理論に対しては、大部分が未だに予想にとどまっている。非特異代数多様体 X の数論的な情報は、l-進コホモロジーに作用するフロベニウス元の固有値にエンコードされているが、複素代数多様体として考えた X から生ずるホッジ構造を共通にあるものを持っている。セルゲイ・ゲリファンド（Sergei Gelfand）とユーリ・マーニン（Yuri Manin）は1988年に彼らの著作 Methods of homological algebra の中で、他のコホモロジー群の上に作用しているガロア対称性とは異なり、形式的ではあるが「ホッジ対称性」の原点は非常に神秘的であると指摘している。ホッジ対称性はド・ラームコホモロジー上にの非完全な群 {\displaystyle R_{\mathbf {C/R} }{\mathbf {C} }^{*}} の作用を通して表現される。従って、この神秘性はミラー対称性の発見と定式化という深さを持っている。

## ホッジ構造の変形
ホッジ構造の変形（Variation of Hodge structure） (Griffiths (1968),Griffiths (1968a),Griffiths (1970)) は、複素多様体 X によりパラメトライズされたホッジ構造の族を言う。詳しくは、複素多様体 X 上のウェイト n のホッジ構造の変形は、X の上の有限生成アーベル群の局所定数層 S と、次の2つの条件を満たす S ⊗ OX 上の減少するホッジフィルトレーションから構成される。
- フィルトレーションは層 S の各々の茎(stalk)の上にウェイト n のホッジ構造を引き起こす。
- （グリフィス横断性(Griffiths transversality）S ⊗ OX 上の自然な接続は、Fn を Fn-1 ⊗ Ω1X の中へ写像する。

ここに S ⊗ OX の上の自然な（平坦）接続は、S 上の平坦接続と OX 上の平坦接続 d により引き起こされる。OX は X 上の正則函数の層であり、Ω1X は X の上の1-形式の層である。この自然な平坦接続は、ガウス・マーニン接続 ∇ であり、従ってピカール・フックス方程式で記述することができる．
混合ホッジ構造の変形 は同じ方法で定義することができ、次数を付け加えるか、もしくはフィルトレーション W に S を加える。

## ホッジ加群
ホッジ加群は複素多様体の上のホッジ構造の変形の一般化である。ホッジ加群は多様体の上のホッジ構造の層のようなものとインフォーマルには考えることができる。詳細な定義 (Saito (1989)) は技術的で複雑である。特異点を持った多様体に対しては、混合ホッジ加群への一般化がいくつかある。
各々のスムースな複素多様体に対して、これに付随する混合ホッジ加群のアーベル圏がある。これらは形式的に多様体の上の層の圏のような振る舞いをする。例えば、多様体間の射 f は、層の射のように、混合ホッジ加群（の導来圏）の間の函手 {\displaystyle f^{*},\ f_{*},\ f_{!},\ f^{!}} を引き起こす。

## 参照項目
- ホッジ予想
- ホッジ理論
- ホッジ・テイト構造（英語版）　ホッジ構造の p-進での類似物
- 対数的微分形式